# Дипломатически мисии на Етиопия
В Етиопия е разположена щаб-квартирата на Африканския съюз. Това е списък на дипломатическите мисии на Етиопия в света.

## Европа
- Австрия
  - Виена (посолство)
- Белгия
  - Брюксел (посолство)
- Великобритания
  - Лондон (посолство)
- Германия
  - Берлин (посолство)
  - Дюселдорф (генерално консуство)
  - Франкфурт (генерално консуство)
- Гърция
  - Атина (посолство)
- Ирландия
  - Дъблин (посолство)
- Италия
  - Рим (посолство)
  - Милано (генерално консуство)
- Русия
  - Москва (посолство)
- Франция
  - Париж (посолство)
- Швеция
  - Стокхолм (посолство)
  - Малмьо (генерално консуство)

## Северна Америка
- Канада
  - Отава (посолство)
- Куба
  - Хавана (посолство)
- САЩ
  - Вашингтон (посолство)
  - Лос Анджелис (генерално консуство)

## Близък изток
- Израел
  - Тел Авив (посолство)
- Йемен
  - Сана (посолство)
- Кувейт
  - Кувейт (посолство)
- Ливан
  - Бейрут (генерално консуство)
- Обединени арабски емирства
  - Дубай (генерално консуство)
- Саудитска Арабия
  - Рияд (посолство)
  - Джида (генерално консуство)
- Турция
  - Анкара (посолство)

## Африка
- Гана
  - Акра (посолство)
- Джибути
  - Джибути (посолство)
- Египет
  - Кайро (посолство)
- Зимбабве
  - Хараре (посолство)
- Кения
  - Найроби (посолство)
- Кот д'Ивоар
  - Абиджан (посолство)
- Нигерия
  - Абуджа (посолство)
- Сенегал
  - Дакар (посолство)
- Сомалия
  - Могадишу (посолство)
  - Харгейса (търговски офис)
- Судан
  - Хартум (посолство)
- Уганда
  - Кампала (посолство)
- ЮАР
  - Претория (посолство)

## Азия
- Индия
  - Ню Делхи (посолство)
- Китай
  - Пекин (посолство)
- Япония
  - Токио (посолство)

## Междудържавни организации
- - Адис Абеба Африкански съюз
  - Брюксел ЕС
  - Женева ООН
  - Ню Йорк ООН